# 307省道 (浙江省)
307省道，又称北仑—郭巨公路，是浙江省的一条省道，起点位于宁波市北仑区郭巨街道，途经白峰街道、霞浦街道、镇海区骆驼街道、江北区洪塘街道、慈城镇、余姚市三七市镇、丈亭镇、马渚镇、牟山镇、绍兴市上虞区驿亭镇，终点位于绍兴市上虞区梁湖街道，全长120公里，原为中埠—樟树下公路，原编号19，起点位于杭州市富阳区环山乡中埠，途经龙门镇、上官乡，终点位于萧山区楼塔镇樟树下，全长34.556公里:129。